# Jan Kefer
Jan Kefer (ur. 31 stycznia 1906 w Novým Bydžovie, zm. 3 grudnia 1941 we Flossenbürgu) – czeski astrolog, hermetysta i publicysta.

## Życiorys
Syn Ludwika i Bogumiły Keferów. Uczył się w gimnazjum w Pradze pod kierunkiem jezuity Jaroslava Ovečki. Po zdaniu matury w 1924 rozpoczął nowicjat w klasztorze Strahov, ale wkrótce go opuścił i rozpoczął studia z zakresu filozofii i estetyki muzycznej na Uniwersytecie Karola. Po studiach praktykował astrologię, teurgię i alchemię. Przyłączył się także do Stowarzyszenia Universalia, skupiającego czeskich hermetystów. W stowarzyszeniu był początkowo sekretarzem, a następnie prezesem i redaktorem związanego ze Stowarzyszeniem czasopisma Logos. Pozostawił po sobie dzieła z zakresu astrologii i hermetyzmu. Tłumaczył na język czeski dzieła Bardo Thödola i Eliphasa Léviego. Pracował jako bibliotekarz w Muzeum Narodowym w Pradze i bibliotece Klasztoru Strahovskiego.
18 czerwca 1941 został aresztowany przez Gestapo i uwięziony w więzieniu Pankrác. Otrzymał propozycję dołączenia do zespołu astrologów Adolfa Hitlera, ale odmówił. Wysłany do obozu koncentracyjnego we Flossenbürgu, gdzie pracował w kamieniołomach. Zmarł na zapalenie płuc.
Był żonaty (w 1935 poślubił Dagmarę Moosovą), miał syna Reginalda.

## Publikacje
- 1935: Syntetická magie
- 1935: Theurgie - soukromý tisk
- 1937: Theurgie magické evokace - lóžový tisk
- 1939: Praktická astrologie aneb umění předvídání a boje proti osudu
- 1940: Encyklopedie zapomenutého vědění (ukazały się dwa zeszyty)
- 1940: Astrologická diagnostika (ukazał się jeden zeszyt)